# Fentress County
Fentress County är ett administrativt område i delstaten Tennessee, USA, med 17 959 invånare. Den administrativa huvudorten (county seat) är Jamestown. 

## Geografi
Enligt United States Census Bureau har countyt en total area på 1 292 km². 1 291 km² av den arean är land och 1 km² är vatten.  

### Angränsande countyn
- Pickett County - nord
- Scott County - öst
- Morgan County - sydost
- Cumberland County - syd
- Overton County - väst
- Putnam County - sydväst